# Bokeloh (Wunstorf)
Pour les articles homonymes, voir Bokeloh.
Bokeloh est un quartier de la commune de Wunstorf, dans le Land de Basse-Saxe.

## Histoire
Le toponyme est mentionné pour la première fois dans le nom d'un château appartenant à l'évêque Ludolf von Minden, le "castrum boklo". Cette construction est remplacée par le château de Bokeloh ("castrum novum"). Le village devient plus tard la possession du comte de Schaumbourg. Au XVe siècle, l'Amt de Bokeloh est créé, qui comprend également les villages voisins d'Idensen et Mesmerode ainsi que l'enclave Klein Heidorn. Il est surnommé "Butteramt", car il approvisionnait principalement en beurre la ville voisine de Hanovre. En 1647, l'amt est reclassé dans la principauté de Calenberg et en 1819, il est incorporé au plus grand amt de Blumenau (aujourd'hui un quartier nord de Wunstorf).
Des chasses aux sorcières furent menées à Bokeloh de 1566 à 1620 : deux (ou trois) femmes furent capturées lors de procès pour sorcières, une est probablement brûlée en 1566. Une chasse aux sorcières est menée dans l'amt de Bokeloh en 1567, au cours de laquelle une femme est arrêtée lors d'un procès pour sorcières et brûlée.
En 1928, le village auparavant indépendant de Kronsbostel (historiquement également connu sous le nom de Cronsbostel), situé immédiatement à l'est, est incorporé à Bokeloh.
Le 1er mars 1974, Bokeloh est incorporée à la ville de Wunstorf.

## Religion
L'église évangélique luthérienne Sainte-Croix se situe dans la rue An der Kreuzkirche. Elle est consacrée en 1961 et sa paroisse du même nom appartient à la paroisse de Neustadt-Wunstorf.
L'église catholique Saint-Conrad de Parzham se situe dans la Mesmeroder Straße. Sa première pierre fut posée en mars 1960 et elle est consacrée par Heinrich Maria Janssen (de) en novembre de la même année. À partir du 1er septembre 2012, l'église appartient à la paroisse Saint-Boniface de Wunstorf.

## Économie et infrastructures

### Mine de Sigmundshall
La mine de potasse de Sigmundshall, du groupe K+S, se situe à Bokeloh. La mine est fondée en 1896 sous le nom de Wunstorf Kalibohrgesellschaft, qui porte alors le nom de son président Sigmund Meyer et est reliée à la Steinhuder Meer-Bahn en 1906.
L'exploitation minière cesse le 21 décembre 2018 en raison de l'épuisement du filon. Depuis septembre 2021, les cavités sont remplies (inondées) avec de la saumure produite dans les usines K+S en Thuringe. La saumure est approvisionnée quotidiennement par plusieurs trains de wagons-citernes. À Wunstorf, les passages à niveau "Neustädter Straße" et "Nordrehr" sont sécurisés par des demi-barrières.
La décharge blanc-gris qu'on appelle Kalimanjaro a une hauteur de 140 mètres.

### Transport
La gare de Bokeloh Bokeloh (b Wunstorf) se trouve sur le Steinhuder Meer-Bahn. Trois liaisons régulières de bus RegioBus Hannover du réseau tarifaire GVH proposent des trajets vers Wunstorf et les villes voisines.